# Annakhil
Annakhil (àrab: النخيل, an-Naẖīl; amazic estàndard marroquí: ⵏⴰⵅⵉⵍ, Naxil) és un districte urbà (arrondissement) de la ciutat de Marràqueix, de la prefectura de Marràqueix, a la regió de Marràqueix-Safi, al Marroc. Segons el cens de 2014 tenia una població total de 64.590 persones.